# Женская сборная Украины по хоккею с мячом
Женская национальная сборная команда Украины по хоккею с мячом (укр. Жіноча національна збірна команда України з хокею із м’ячем) — команда, представляющая Украину на международных соревнованиях по хоккею с мячом среди женских команд. Организацию, управление и контроль обеспечивает Украинская федерация хоккея с мячом и ринк-бенди (УФХМР).
Первый официальный матч женская национальная сборная провела 29 марта 2023 года в рамках чемпионата мира 2023 года в Оби (Швеция) уступив сборной команде Швейцарии (0 : 1).
Женская национальная сборная никогда не принимала участия в Олимпийских Играх. Дважды украинская команда выступала на чемпионате мира 2023  года (результат — 6-е место) и на текущем 2025 года, на котором она одержала первую в своей истории победу над командой Швейцарии 2 : 1 (оба голу забила Ханна Лес), а затем с таким же счётом победила дебютантов чемпионата сборную Германии (оба голу забила Илона Киприа). Эти две победы вывели её на 2-е место в группе В (общее 6-е место). Также женская сборная Украины никогда не участвовала в чемпионатах Европы.
Действующий капитан сборной — Екатерина Середенко. Главный тренер сборной — Магнус Альм.

## Статистика выступлений
| год  | группа | место (участников) | матчи | победы | ничьи | поражения | забито | пропущено |
| ---- | ------ | ------------------ | ----- | ------ | ----- | --------- | ------ | --------- |
| 2023 | В      | 6-е место (6)      | 5     | 0      | 0     | 5         | 1      | 12        |
| 2025 | В      | 6-е место (8)      | 3     | 2      | 0     | 1         | 4      | 10        |